# Руслан Салахутдинов
Руслан „Рус” Салахутдинов (рус. Русла́н „Русс” Салахутди́нов) је канадски истраживач татарског порекла који ради на пољу вештачке интелигенције. Специјализовао је дубоко учење (енгл. Deep learning), вероватосне графичке моделе и оптимизацију великих размера. Његов ментор био је Џефри Хинтон. Познат је по развијању Бајесовог програмског учења.
Професор је рачунарства на Универзитету Карнеги Мелон. Од 2009. године, објавио је преко 40 студија о машинском учењу. Његова истраживања финансирају Гугл, Мајкрософт и Самсунг. Постао је директор истраживања вештачке интелигенције у Еплу 2016. године.
Члан је Канадског института за напредно истраживање (CIFAR - „Canadian Institute for Advanced Research”).